# Nybster Broch

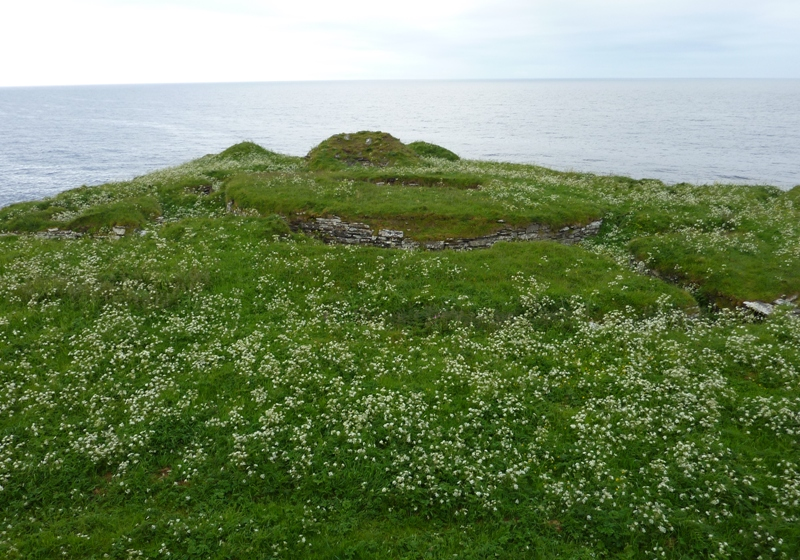
Vooraan (na de eerste greppel) bevindt zich het blockhouse waarvan de toegang rechts te zien is. Erachter bevindt zich de broch. De met gras begroeide hopen op de achtergrond zijn de hopen aarde die overbleven van de opgraving uit de 19e eeuw.

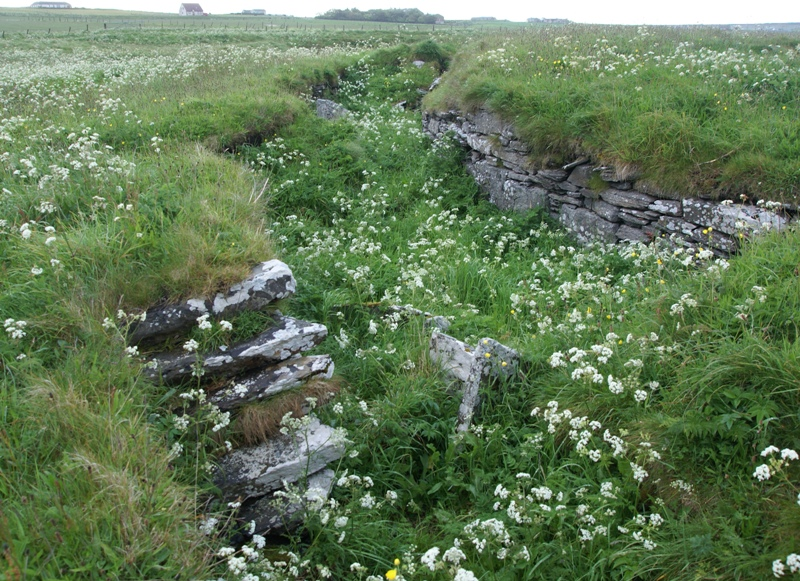
De noordelijke trap in het blockhouse. De muur rechts is van de broch.

Nybster Broch is een Atlantic roundhouse en valt binnen deze groep van gebouwen uit de IJzertijd het beste te classificeren als een vroege broch. De broch is gelegen in Nybster, Caithness in de Schotse regio Highland.

## Bouw

### Broch en Blockhouse
Nybster broch is gelegen aan de Schotse oostkust op een klif boven de Noordzee. De klif is 55 meter lang en aan de landzijde 37 meter breed. Aan de landzijde wordt de broch beschermd door een ground galleried blockhouse. De uitdrukking ground galleried wil zeggen dat de muur op het niveau van de begane grond niet solide is, maar bestaat uit twee muren met een tussenruimte.
Nybster Broch is een solid based broch zonder sporen van intramurale cellen of een scarcement ledge. De afwezigheid van die twee kenmerken is ongewoon voor een broch, waardoor de meeste archeologen Nybster Broch interpreteren als een vroege broch. Het gebouw is rond van vorm met de toegang aan de noordoostelijke zijde (de zeezijde). De toegang is 0,9 meter breed, 4,3 meter lang en heeft na ongeveer 3 meter gaten in de wanden waar grendels zaten voor een deur. De interne diameter bedraagt 9,8 meter en de muur is 4,3 meter dik. In 1910 was de muur op de hoogste plaats nog 1,6 meter. In de broch bevinden zich de resten van een haard, interne afscheidingen en opslagtanks.
Het blockhouse is vermoedelijk ouder dan de broch en maakte deel uit van een promontory fort. Het blockhouse vertoont kenmerken van een broch inclusief een toegangspassage met gaten in de wand voor grendels voor twee deuren. Dit blockhouse stamt waarschijnlijk uit de eerste eeuw v.Chr. of iets ervoor. Het bouwwerk beslaat de gehele breedte van de klif. De muur van het blockhouse is drie meter dik aan de uiteinden en 4,5 meter in het midden, waar zich de toegang bevindt, die dwars door het hele bouwwerk gaat. De toegang, die zuidwest-noordoost loopt, is aan de zuidwestelijke zijde (de landzijde) 1,1 meter breed en verbreed zich tot 1,2 meter aan de noordoostelijke zijde.
Aan de binnenzijde van het blockhouse (de zeezijde) bevindt zich zowel aan de zuidzijde als aan de noordzijde van de toegang een trap met vijf treden, die beginnen op grondniveau en de huidige hoogte van het blockhouse bereiken.
Vrijwel de gehele klif waarop de broch staat is bebouwd met kleinere gebouwen, die ovaal, rond of onregelmatig van vorm zijn. Al deze gebouwen zijn van latere datum dan de broch.

### Opgraving
Nybster Broch werd in 1896 opgegraven door Sir Francis Tress Barry. Hij was werkzaam geweest in de mijnindustrie. De aarde die werd verwijderd bij de opgraving van de broch werd achtergelaten. Aan de oostzijde van de broch, de zeezijde, bevinden zich twee hopen aarde gevormd tijdens deze opgraving. Ook aan de westzijde bevonden zich in de eerste helft van de twintigste eeuw enkele hopen aarde afkomstig van de opgraving, die in de jaren zestig nog werden aangezien voor verdedigingswerken. Het zij vermeld dat aan het begin van de twintigste eeuw ten westen van het blockhouse een greppel van ongeveer zes meter breed werd beschreven. In de jaren zestig van die eeuw was die greppel niet meer te herkennen.
In de twintigste eeuw werd ten oosten van de broch, deels op de hopen aarde afkomstig van de opgraving, een monument opgericht ter ere van Sir Francis Tress Barry, waarbij verscheidene bijgebouwen werden vernietigd. Dit monument staat bekend als Mervyn's Tower en werd gebouwd door John Nicolson. In een latere periode werd dit monument verplaatst naar de westzijde van het blockhouse om enerzijds het monument te behoeden voor instorting en anderzijds de broch en bijbehorende gebouwen te sparen.

## Vondsten
Tijdens de opgraving in 1896 werden onder andere een Romeinse potscherf van Samian ware uit de tweede eeuw gevonden, naast objecten van bot en steen. Hierbij bevonden zich ook een kam met een lang handvat gemaakt van bot en resten van maalstenen.
In 2005 heeft een groep archeologen van The University of Nottingham onderzoek verricht bij Nybster Broch. Daarbij werden in de broch en de gebouwen eromheen een groot aantal aardewerkscherven, voorwerpen van bot, zoals naalden en priemen, en een bronzen spiraalvormige ring gevonden.